# Пилявка (річка)
Пиля́вка — річка в Україні, в межах Броварського району Київської області. Права притока Трубежа (басейн Дніпра). 
Довжина бл. 13 км. Річка — з нестійким типом русла. Живлення снігове, дощове, існують дані про живлення з джерел. Бере свій початок на схід від села Семиполки. Тече на південний схід, впадає до Трубежа на південь від села Заворичі. 
Внаслідок меліоративних робіт на початку 60-х років XX ст. річка місцями практично знищена або ж перетворена на низку ставків.

## Джерело
- Гузій Володимир. Золота очеретина: Броварщина. Історико-краєзнавчі нариси. – Броварі, 1997. [Архівовано 29 жовтня 2010 у Wayback Machine.]

| Річка | Це незавершена стаття про річку. Ви можете допомогти проєкту, виправивши або дописавши її. |